# Bruno Mazzei
Bruno Mazzei (Firenze, 1389 – 1470) è stato un orafo italiano.
Figlio del notaio Lapo Mazzei, nel 1444 fabbricò ed intarsiò il cancello della cappella del Sacro Cingolo nel duomo di Prato.